# Aeroportul Regional Lincoln
Aeroportul Regional Lincoln (IATA: LRG, ICAO: KLRG, FAA LID: LRG) este un aeroport din Maine, Statele Unite ale Americii ce deservește zona Lincoln⁠(d). A fost numit după zona deservită.
Situat la o altitudine de 63 m, aeroportul dispune de 1 pistă.

## Infrastructură

### Piste
Aeroportul dispune de o singură pistă. Pista 17/35 are suprafața de asfalt și dimensiunile 2.804 picioare × 75 picioare. 